# 自願聯盟 (俄烏戰爭)
自願聯盟（英語：Coalition of the Willing），是指英國首相施紀賢在2025年倫敦烏克蘭峰會上宣佈的一項四點計畫中的關鍵聯盟。該計畫於2025年3月2日在倫敦舉行的18國領袖峰會後正式提出，旨在強化歐洲對烏克蘭的支持，以應對美國政策的變化，並推動一個能確保持久和平的框架，以結束俄烏戰爭及俄羅斯入侵烏克蘭。

## 背景
2025年3月1日，捷克總統彼得·帕維爾在社群媒體上呼籲組建「自願聯盟」，以終結俄羅斯對烏克蘭的侵略。翌日，英國首相施紀賢於倫敦召開2025年倫敦烏克蘭峰會，邀集18國領袖協調對烏克蘭的援助。施紀賢在會中強調，我們正處在歷史的十字路口，這場戰爭已來到決定歐洲未來安全的「世代性關鍵時刻」，並表示當務之急是採取果斷行動，而非無止境的討論。這項決定性的轉變，距離烏克蘭總統弗拉基米爾·澤連斯基於2月28日在白宮與美國總統當勞·特朗普及副總統JD·萬斯不歡而散的會談僅過了兩天。

## 參與國家與組織
出席倫敦峰會並承諾持續援助烏克蘭的國家包括：
- 加拿大
- 捷克
- 丹麦
- 芬兰
- 法國
- 德国
- 義大利
- 荷蘭
- 挪威
- 波蘭
- 羅馬尼亞
- 西班牙
- 瑞典
- 日本[5]
- 英国

以下代表也出席了倫敦高峰會：
- 欧洲联盟
- 北大西洋公约组织
- 土耳其

澳大利亚總理安東尼·阿爾巴尼斯表示，他對於澳大利亚派遣軍隊前往烏克蘭參與「自願聯盟」持開放態度，並願意進一步評估相關可能性。

## 四點計劃以及安全與軍事承諾
自願聯盟是與會者達成四項共識的一部份：其一是各方同意持續目前的軍援烏克蘭並加大對俄經濟制裁，削弱其侵略能力；二是確保和平協議烏方平等參與談判主權與安全問題；三是協助烏克蘭未來建立長效嚇阻屏障；四是組成「自願聯盟」，並以外力捍衛協議。